# Alloinay
Alloinay község Franciaország Új-Aquitania régiójában, Deux-Sèvres megyében. Új községként 2017. január 1-jén jött létre két korábbi község: Les Alleuds és Gournay-Loizé egyesítésével. 
Az egyesüléskor az új község lélekszáma 894 fő lett. Lakosainak száma 905 fő (2022. január 1.).

## Népesség
| Lakosok száma | 867  | 869  | 881  | 894  | 907  | 903  | 905  |
|               | 2015 | 2017 | 2018 | 2019 | 2020 | 2021 | 2022 |